# Jarczów-Kolonia Pierwsza
Jarczów-Kolonia Pierwsza – wieś w Polsce, położona w województwie lubelskim, w powiecie tomaszowskim, w gminie Jarczów.
| SIMC    | Nazwa      | Rodzaj    |
| ------- | ---------- | --------- |
| 0890092 | Warszawska | część wsi |
| 0890100 | Zaolzie    | część wsi |

W latach 1975–1998 miejscowość administracyjnie należała do województwa zamojskiego.
Wieś jest sołectwem w gminie Jarczów. Według Narodowego Spisu Powszechnego z roku 2011 wieś liczyła 238 mieszkańców.
Wierni Kościoła rzymskokatolickiego należą do parafii św. Stanisława w Jarczowie.